# Верхнє Гуторове
Верхнє Гуторове (рос. Верхнее Гуторово) — село в Курському районі Курської області Російської Федерації.
Населення становить 479 осіб. Входить до складу муніципального утворення Полівська сільрада.

## Історія
Населений пункт розташований на території українського етнічного та культурного краю Східна Слобожанщина.
Від 2004 року входить до складу муніципального утворення Полівська сільрада.

## Населення
| 2002 | 2010 |
| ---- | ---- |
| 522  | ↘479 |